# Dagna Litzenberger-Vinet
Dagna Litzenberger-Vinet (* 1987 in Oakland, Kalifornien) ist eine Schauspielerin. Sie ist französische und US-amerikanische Staatsbürgerin und arbeitet im deutschsprachigen Raum hauptsächlich als Theaterschauspielerin.

## Leben
Dagna Litzenberger-Vinet wuchs als Tochter französisch-amerikanischer Eltern in Frankreich, Deutschland und in Zürich auf und studierte, bevor sie sich der Schauspielerei zuwandte, zunächst Philosophie an der Sorbonne in Paris.
Als Schauspielerin ausgebildet wurde sie zunächst am Conservatoire d’Arrondissement in Paris. Von 2010 bis 2013 absolvierte sie ihr Schauspielstudium an der Hochschule für Schauspielkunst „Ernst Busch“ in Berlin. Bereits während ihres Studiums gastierte sie an der Schaubühne Berlin, wo sie die Rolle der Girondistin Charlotte Corday in Peter Weiss’ Schauspiel Marat/Sade (Regie: Peter Kleinert) verkörperte. Litzenberger-Vinet wurde während ihrer Ausbildung mit mehreren Förderpreisen und Stipendien ausgezeichnet. Sie erhielt den Studienpreis des Schauspielwettbewerbs und den Förderpreis des Migros-Kulturprozent sowie den Förderpreis der Armin-Ziegler-Stiftung.
Nach Abschluss ihres Studiums war sie von 2013 bis 2017 festes Ensemblemitglied am Schauspielhaus Zürich. Seither arbeitet sie als freie Schauspielerin. Am Schauspielhaus Zürich gehörten Rollen wie die Irina in Drei Schwestern (2014–2015), die Sabeth in Homo faber (2017) und die Abigail in Hexenjagd zu ihren Bühnenfiguren. Sie arbeitete in Zürich u. a. mit den Regisseuren und Regisseurinnen Barbara Frey, Daniela Löffner, Sophia Bodamer, Milo Rau, Sebastian Baumgarten, Bastian Kraft und Jan Bosse zusammen. Außerdem gehörte sie zum Darstellerensemble in Karin Henkels Bühnenfassung von Die zehn Gebote nach Krzysztof Kieślowskis gleichnamiger Filmreihe.
Mit Karin Henkel erarbeitete Litzenberger-Vinet in der Spielzeit 2017/18 am Schauspielhaus Zürich auch die Rolle der Kassandra in BEUTE FRAUEN KRIEG, eine Neubearbeitung der Euripides -Dramen Die Troerinnen und Iphigenie in Aulis, in der Henkel den Trojanischen Krieg aus der Perspektive der geschundenen Frauen präsentierte. Litzenberger-Vinet verkörperte die Kassandra als „Opfervieh“ und „lebendige Ware“, mit mechanischer Bewegung der Gliedmaßen und traumatischem Spiel, „nahe am Wahnsinn und doch mit klarem Seherinnenblick“. Die Inszenierung wurde im Mai 2018 auch mehrmals beim Berliner Theatertreffen gezeigt.
In der Spielzeit 2018/19 spielte Litzenberger-Vinet am Schauspielhaus Zürich in der Uraufführung des Theaterstücks Die Verlobung in St. Domingo – Ein Widerspruch von Necati Öziri (Regie: Sebastian Nübling), eine Koproduktion mit dem Maxim Gorki Theater in Berlin. 2019 gastierte sie bei den Salzburger Festspielen in der Rolle der unglücklich verheirateten Julija Filippowna in Maxim Gorkis Theaterstück Sommergäste in der Inszenierung von Evgeny Titov.
Seit 2015 arbeitet Dagna Litzenberger Vinet auch für Film und Fernsehen. In ihrer ersten großen Fernsehproduktion übernahm sie die Hauptrolle der abgeschieden in der Wildnis lebenden Goldgräberin Annika in dem ZDF-„Herzkino“-Fernsehfilm Fluss des Lebens ‒ Yukon (Erstausstrahlung: September 2019). Eine weitere Hauptrolle übernahm sie 2018 im Kinospielfilm Katerina's Dream.
Dagna Litzenberger-Vinet lebt, zwischen den Städten pendelnd, abwechselnd in Zürich, Berlin und Paris.

## Filmografie (Auswahl)
- 2015: Der Bestatter: Schöner Schein (Fernsehserie, eine Folge)
- 2015: Kommissar Marthaler – Ein allzu schönes Mädchen (Fernsehreihe)
- 2018: Katrina’s Dream (Kinofilm)[17]
- 2018: Nr. 47 (Fernsehserie, Serienrolle)
- 2019: Fluss des Lebens – Yukon (Fernsehfilm)
- 2021: Das Mädchen und die Spinne